# Leah Malot
Leah Malot (7 juni 1972) is een Keniaanse atlete, die zich heeft toegelegd op de middellange en lange afstanden. Ze was houdster van het Keniaanse record op de 5000 m en de Keniaanse indoorrecords op de 1500 en de 3000 m.

## Biografie

### Als vijftienjarige naar de Afrikaanse Spelen
Op vijftienjarige leeftijd won Malot de 10.000 m op de Afrikaanse Spelen in 1987 in Nairobi. In datzelfde jaar nam zij op dit nummer deel aan de wereldkampioenschappen in Rome, maar strandde in haar serie.

### Comeback na negen jaar afwezigheid
Vervolgens werd het een hele tijd stil rond de Keniaanse die, na haar eerste kind te hebben gekregen, zich pas na negen jaar opnieuw aan het internationale front meldde. Zij was inmiddels overgestapt naar het veldlopen en de weg, zo bleek. Wat betreft de laatste discipline meldde zij zich in 1996 als deelneemster aan voor de stadsloop van Bazel (7,8 km), die zij won. Het luidde een serie van in totaal zes overwinningen (1996-2000 en 2002) in, waarbij zij in 2002 tevens het parcoursrecord op 24.47,0 minuten stelde. Daarnaast won zij de stadsloop van Darmstadt driemaal (1997, 1998, 2008), evenals de Silvesterloop van Trier (1997, 1999, 2001) en de Zwitserse vrouwenloop (2001-2003). En ook op andere wegwedstrijden in Duitsland en Zwitserland was zij succesvol.
Bovendien nam Leah Malot in 1998 deel aan de wereldkampioenschappen veldlopen in Marrakech, waar zij op de lange afstand achtste werd en op het WK halve marathon in het Zwitserse Uster, waar zij als tiende finishte.
In 1998 verscheen zij ook in Nederland aan de start van een wegwedstrijd en boekte direct succes: in 53.11 snelde zij in de Dam tot Damloop naar de overwinning.

### Opnieuw deelneemster aan WK
In de jaren die volgden nam Malot steevast deel aan de WK veldlopen, waar zij steeds in de voorste gelederen wist te finishen, zonder ooit het erepodium te halen. Wel veroverde het Keniaanse team op deze kampioenschappen, mede door haar inbreng, in het landenklassement tweemaal goud, tweemaal zilver en eenmaal brons.
Daarnaast manifesteerde zij zich ook weer op enkele belangrijke baanwedstrijden. Bij de IAAF Grand Prix finales van 1999 tot en met 2002 was zij steeds van de partij op de 3000 m, met tweemaal een tweede plaats in 1999 en 2000 als beste resultaat. In 1999 deed zij bovendien opnieuw mee aan de WK, die in Sevilla plaatsvonden. Ditmaal bereikte zij, in tegenstelling tot elf jaar eerder, de finale wel, maar wist ze de wedstrijd niet uit te lopen.

### Afrikaans record
In 2000 nam Malot in Berlijn deel aan de ISTAF meeting, onderdeel van de IAAF Golden League serie. Ze won er de 5000 m in 14.39,83. Dat was een verbetering van het Keniaanse record van 14.46,41, dat sinds 1996 op naam stond van Rose Cheruiyot. Een poging om zich via de Keniaanse trials te kwalificeren voor de Olympische Spelen van Sydney, mislukte echter.
In 2002 veroverde ze tijdens de Afrikaanse kampioenschappen zilver op de 10.000 m in 31.45,14, achter Susan Chepkemei (goud) en voor Eyerusalem Kuma (zilver).
In 2005 won ze de Keniaanse Discovery veldloopwedstrijd over 8 km in 28.29. Twee jaar later werd ze tweede op de halve marathon van Philadelphia in 1:10.02 en eveneens tweede op de halve marathon van Lissabon in 1:09.35 (geen PR wegens bergafwaarts parcours).

### Overstap naar marathon
Na de geboorte van haar tweede kind in 2008 schakelde Leah Malot over op de marathon, waarin zij op verschillende grote marathons aansprekende prestaties neerzette, zonder er ooit een te winnen. Haar persoonlijk beste tijd realiseerde zij in de marathon van Berlijn, waarin zij als zesde finishte in een tijd van 2:29.17.

## Titels
- Afrikaanse Spelen kampioene 10.000 m - 1987
- Keniaans kampioene veldlopen (lange afstand) - 1987

## Persoonlijke records
Baan
| Onderdeel | Prestatie        | Datum            | Plaats      |
| --------- | ---------------- | ---------------- | ----------- |
| 800 m     | 2.04,07          | 2000             |             |
| 1000 m    | 2.42,77          | 9 mei 1999       | Pliezhausen |
| 1500 m    | 4.10,17          | 5 september 1999 | Leverkusen  |
| 3000 m    | 8.35,74          | 7 juli 1999      | Rome        |
| 5000 m    | 14.39,83 (ex-NR) | 1 september 2000 | Berlijn     |
| 10.000 m  | 30.57,70         | 5 augustus 2000  | Heusden     |
| 20.000 m  | 1:10.35,0        | 17 juli 2009     | Ostrava     |

Weg
| Onderdeel      | Prestatie | Datum             | Plaats       |
| -------------- | --------- | ----------------- | ------------ |
| 5 km           | 15.27     | 10 juni 2001      | Bern         |
| 10 km          | 31.40     | 31 maart 2002     | La Courneuve |
| halve marathon | 1:09.46   | 17 september 2000 | Amsterdam    |
| marathon       | 2:29.17   | 20 september 2009 | Berlijn      |

Indoor
| Onderdeel | Prestatie       | Datum            | Plaats   |
| --------- | --------------- | ---------------- | -------- |
| 1500 m    | 4.15,22 (ex-NR) | 31 januari 1999  | Halle    |
| 2000 m    | 5.55,49         | 9 februari 2001  | Chemnitz |
| 3000 m    | 8.43,01 (ex-NR) | 3 februari 1999  | Erfurt   |
| 5000 m    | 15.17,88        | 13 februari 1999 | Dortmund |

## Palmares

### 3000 m
- 1999: 6e Grand Prix Finale - 8.47,25
- 2000:  Grand Prix Finale - 8.52,73
- 2001:  Grand Prix Finale - 9.31,41
- 2002: 4e Grand Prix Finale - 9.00,15

### 5000 m
Golden League-podiumplek
- 2000:  ISTAF – 14.39,83

### 10.000 m
- 1987:  Afrikaanse Spelen - 33.58,15
- 1987: 17e in serie WK - 36.23,66
- 1999:  Afrikaanse Spelen - 32.36,02
- 1999: DNF WK
- 2002:  Afrikaanse kamp. - 32.00,78
- 2003:  Afrikaanse Spelen - 32.56,43

### 10 km
- 2009:  Parelloop - 32.55

### 10 Eng. mijl
- 1998:  Dam tot Damloop - 53.11
- 2000:  Grand Prix von Bern - 54.14,1
- 2001: 5e Dam tot Damloop - 53.51

### halve marathon
- 1998:  City-Pier-City Loop - 1:11.52
- 1998: 10e WK in Uster - 1:11.04
- 2000:  Dam tot Damloop - 1:09.46
- 2003:  halve marathon van Philadelphia - 1:11.20

### marathon
- 2008: 6e marathon van Frankfurt - 2:32.02
- 2009: 6e marathon van Berlijn - 2:29.17
- 2009: 5e marathon van Singapore - 2:38.02
- 2009: 7e marathon van Parijs - 2:30.29

### veldlopen
- 1998: 8e WK (lange afstand) - 26.16
- 1999: 9e WK (lange afstand) - 28.49
- 2000: 6e WK (lange afstand) - 26.09
- 2001: 6e WK (lange afstand) - 28.36
- 2002: 11e WK (lange afstand) - 27.35